# 中捷克州
中捷克州，或称中波希米亚州，是捷克波希米亞地區中部的一個州。面積11,014平方公里，人口1,369,332（2019年）。州府布拉格被该州环绕，但並不在该州的辖区內。

## 行政區劃
中捷克州下分十二个县：
- 贝内绍夫縣
- 贝龙縣
- 克拉德诺縣
- 科林縣
- 库特纳霍拉縣
- 梅尔尼克縣
- 姆拉达-博莱斯拉夫縣
- 宁布尔克縣
- 東布拉格縣
- 西布拉格縣
- 普日布拉姆縣
- 拉科夫尼克縣

## 主要城鎮
以下為中捷克州的主要城鎮：
- 贝内绍夫
- 贝龙
- Brandýs nad Labem-Stará Boleslav
- 恰斯拉夫
- Dobřichovice
- Dobříš
- 克拉德诺
- 科林
- Kostelec nad Černými lesy
- Kralupy nad Vltavou
- 库特纳霍拉
- 梅尔尼克
- 姆拉达-博莱斯拉夫
- 慕尼霍維采
- 宁布尔克
- 波傑布拉德
- 普日布拉姆
- 拉科夫尼克
- Říčany
- Slaný
- Vlašim

## 城堡
- 卡尔施泰因城堡
- 科科林城堡
- 克里沃克拉城堡
- 拉尼

## 外部連結
- 官方网站  （捷克文）

49°59′54″N 14°32′50″E / 49.99833°N 14.54722°E